# Музика Стародавнього Єгипту

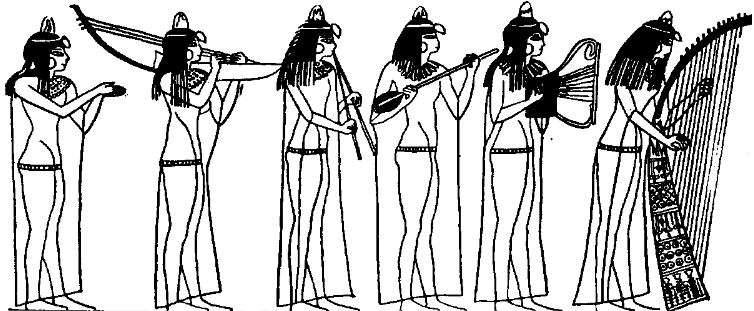
Давньоєгипетський ансамбль

Музика Стародавнього Єгипту — виконання музичних творів для супроводу пісень або танців, що були прийняті у давніх єгиптян. Становила частину ритуалів та обрядів різного значення. Вплинуло на розвиток коптської музики та арабської музики сучасного Єгипту.

## Характеристика
Найбільш важливим джерелом стосовно музики і музик часів Стародавнього Єгипту є папіруси з текстами пісень. Також відомі численні зображення музикантів, сцен музикування та окремих інструментів, якими сповнені гробниці фараонів і монархів. Їх також зображені у творах дрібної пластики.
Протягом всієї історії Стародавнього Єгипту музика супроводжувала культові обряди. Більш того, спів і гра на арфі та лютні взагалі входили в обов'язки жерців. Серед служителів культу — музикантів були не тільки єгиптяни, але й чужинці. Мелодика пісень Нижнього Єгипту основана на 7-ступеневих звукорядах, що включає мікроінтерваліку, Верхнього Єгипту — спирається переважно на пентатоніку. 
Музиці відводилося значне місце в повсякденному житті як знаті, так і нижчих верств населення. З зображення з гробниці представника знаті часів п'ятої династії помітно, що перед флейтистом і кларнетистом стоять співаки, що показують підвищення і зниження висоти звуків за допомогою так званої хейрономічної руки. При цьому перед арфістами їх двоє.
Вчені звертають увагу на протиріччя між великою кількістю зображень музикантів, що свідчить про значне поширення музики в різних соціальних шарах давньоєгипетського суспільства, і майже повною відсутністю джерел, що характеризують систему нотного запису. Переважно це пояснюється містичним табу, накладеним на запис обрядової музики, хоча і вдалося виявити в текстах Середнього і Нового царств деякі знаки, які мають відношення до фіксації музики.
В часи Третього перехідного періоду та Пізнього царства музика стала яскравішою, гучнішою і різкішою. Відповідно до зображень танцівниці й співаки стали рухатися швидше, з великим піднесенням і пристрасністю, відповідно прискорився темп виконання мелодій, музика стала більш збуджуючою та енергійною.

## Музики
Спочатку культові заняття музикою були привілеєм жерців, а професійні заняття нею залишалися ще дуже довгий час під їх контролем. Домашнє, звичайне музикування після занепаду Давнього царства стало більш вільним. В епоху Середнього царства музиканти були відображені на барельєфах гробниць трудового населення.
У Стародавньому царстві переважали ансамблі, що складалися з кількох арф, флейт і кіфар, які акомпанували співакам і танцюристам. Згодом склад виконавців змінювався. В ансамблях збільшується значення ударних інструментів, а також значення виконавців, що плескають у долоні.
Завдяки дослідженням відомо імена деяких музик. Окремі музики заслужили своїм мистецтвом і майстерністю велику славу і повагу. Так, першим відомим музикантом Стародавнього Єгипту був Кафуанх — «співак, флейтист і адміністратор музичного життя при дворі фараонів» (кінець IV — початок V династії).
Його було удостоєно того, що фараон Усеркаф, перший представник V династії, поставив йому пам'ятник поруч зі своєю пірамідою.
До більш пізнього періоду (правління Пепі I або Меренра II) відносяться імена флейтиста Сенанхвера, арфістів Кахіфа і Дуатенеба. Від V династії збереглися відомості про рід музикантів Снефруноферів, чотири представники якого несли службу при дворі фараонів.

## Танці

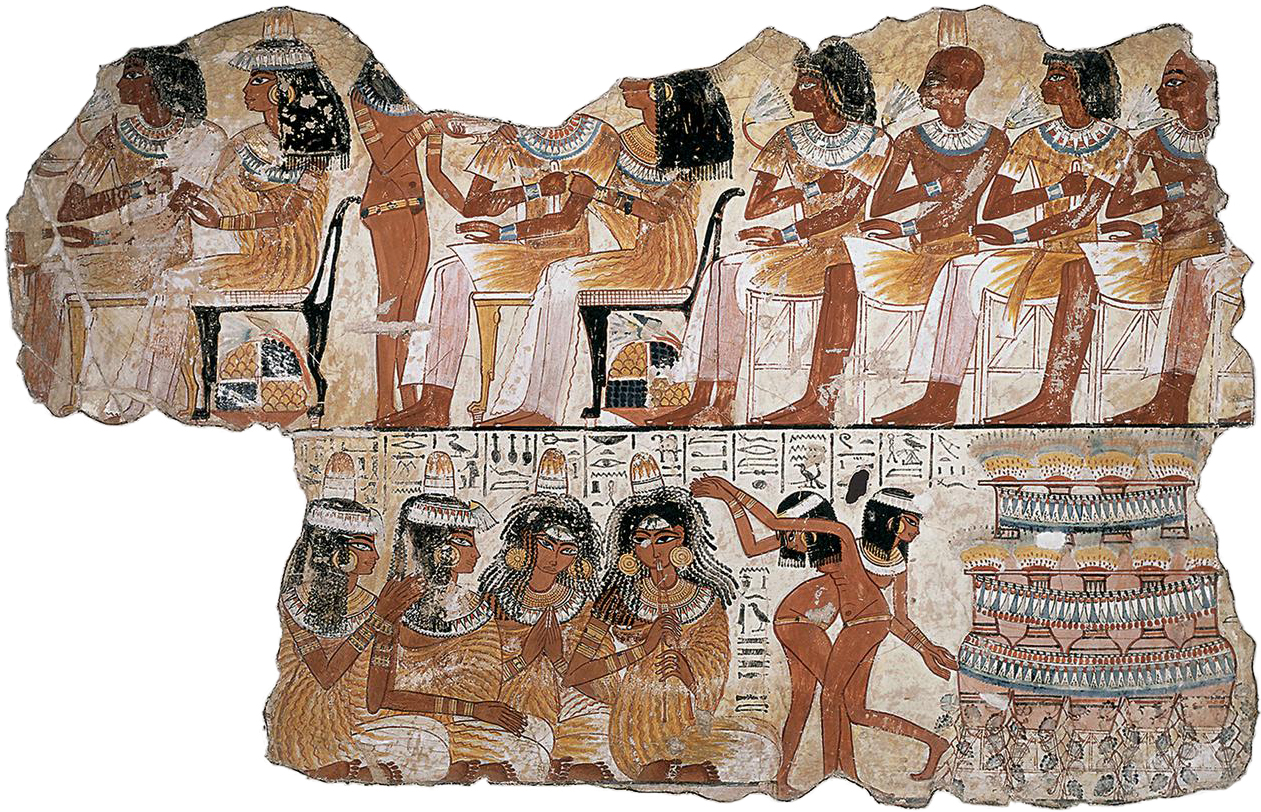
Танцюристи і музики

Кахунський ієратичний папірус містить відомості про участь танцюристів-чужинців в храмових святах. Збереглися зображення танцівників-негрів. Пластика епохи Середнього царства дає приклади зображення танцівниць і музиканток, чиї тіла прикрашені татуюванням.

## Музичні інструменти
З різних зображень відомо про інструменти, які використовували давньоєгипетські музики. Серед них існувала також відповідна спеціалізації. Відомо про широке використання арфи (з IV династії, на барельєфі гробниці Дебхен в некрополі Гізи), лютні, флейти (з V династії), подвійної флейти (з XII династії), цивільні та військові труби (з VIII династії), кларнета, кіфари, ударні інструменти (барабани, бубни, тріскачки), систр.

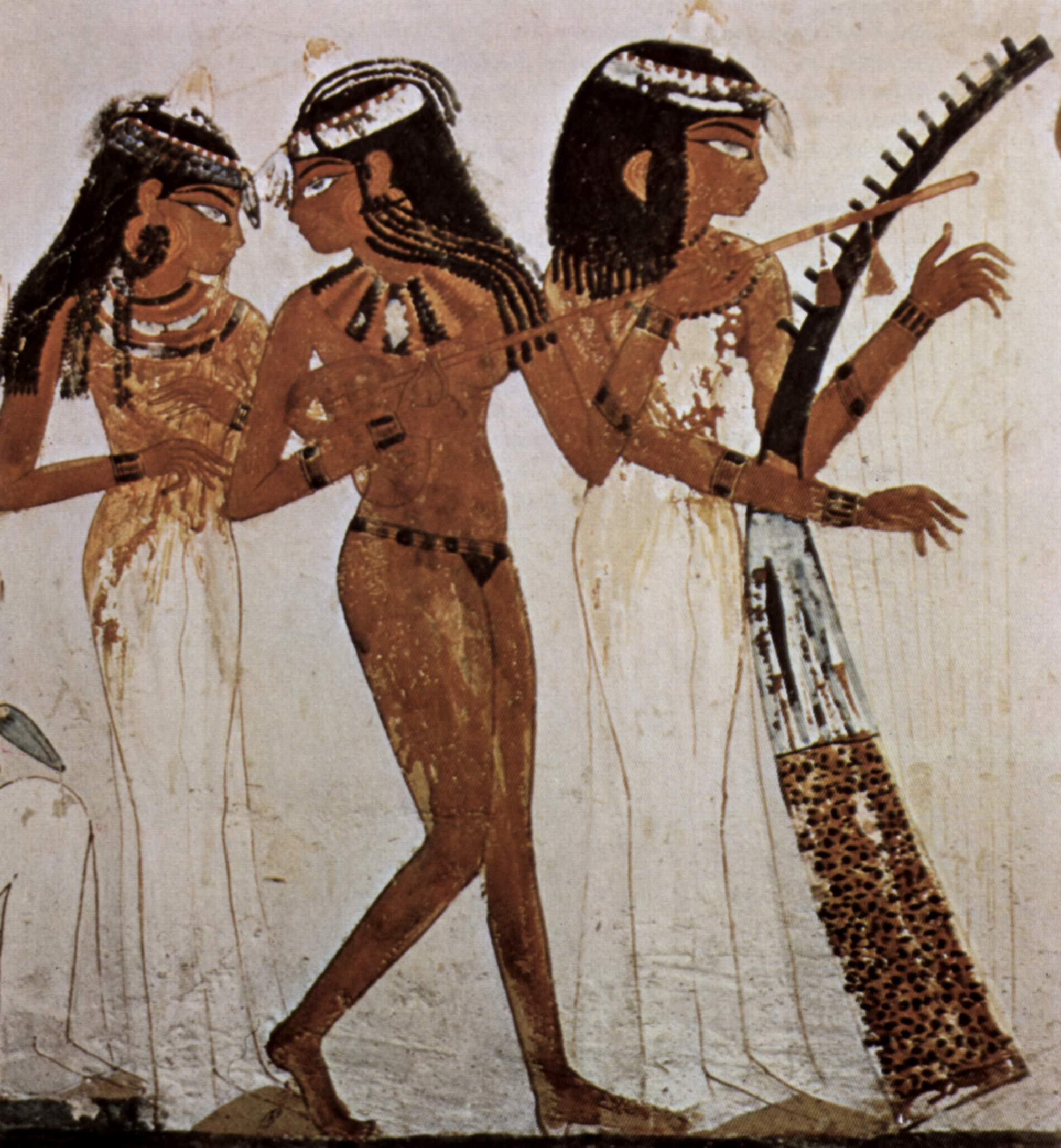
Арфістки

Спочатку були так звані «дугові арфи», найдавнішим зразком яких, на думку багатьох вчених, був лук. Втім низка дослідників вважає, що дугові арфи існували в Єгипті задовго до четвертої династії, оскільки на перших їх зображеннях представлено інструменти досить досконалої форми. Починаючи з часів IV династії, можна зустріти величезну кількість зображень спочатку дугових арф, а потім і більш складних — кутових.
Флейта, на відміну від арфи, увесь час існування Стародавнього Єгипту залишалася незмінною. Так, зображення флейтиста з музичною сценою з гробниці Патенемхеба схожа із зображенням флейти часів XVIII династії, періоду царювання Аменхотепа IV Ехнатон. Оскільки інструменти були приблизно в метр завдовжки, а для гри з відкритими отворами на стовбурі залишалася лише одна рука (на відміну від сучасних флейт, на яких грають обома руками), то закривати можна було лише сусідні отвори і відтворювати мелодію плавно.
Лютня давньоєгипетських музикантам стала відома пізніше арфи і флейти. Деякі історики пов'язують її появу з дедалі сильнішим в період XVIII династії впливом азійської культури. Особливістю давньоєгипетської лютні було те, що грали на ній за допомогою плектра — маленької пластинки, яку тримали великим і вказівним пальцями правої руки. Плектр висів на шнурку, прикріпленому до грифу інструмента. Ці деталі добре проглядаються на збережених зображеннях лютністів. Дана особливість давньоєгипетської лютні також проливає світло на стиль музики, яку на ній могли виконувати: звучання такої лютні більше схоже на звучання сучасної балалайки або домри.

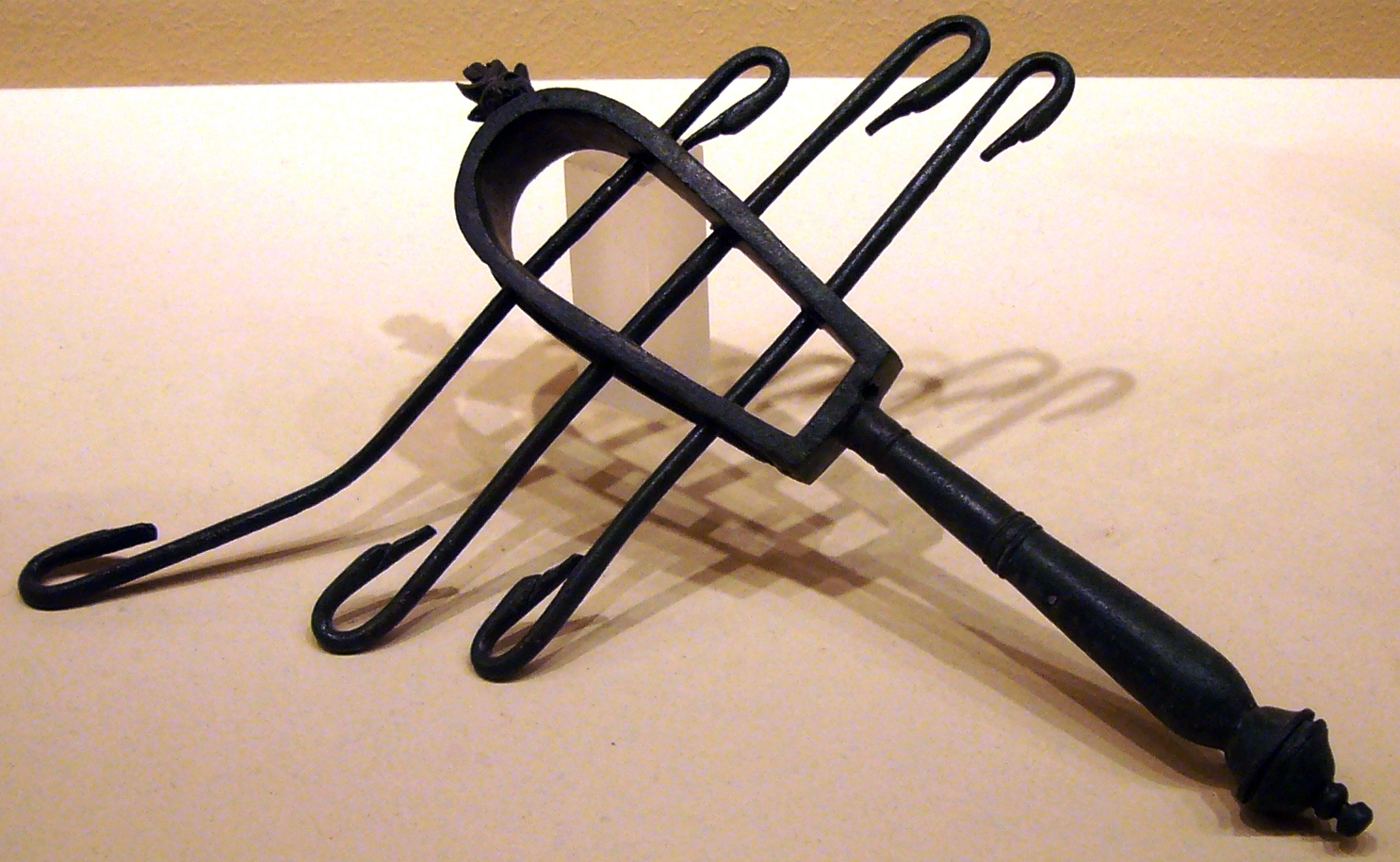
Систр

Систр є одним з найвідоміших єгипетських інструментів. Складався з металевої пластини у формі довгастої підкови або скоби, до більш вузької частини якої прикріплено ручка. Крізь невеликі отвори, зроблені з боків цієї підкови, просмикувалися металеві прути різної величини, кінці яких загиналися гачком. Надіті на гачки металевих стрижнів тарілочки або дзвіночки дзвякали або звучали при струшуванні. Використовувався в релігійних процесіях і мав символічне значення, вважався даром богині Хатор.
З Стародавнього Єгипту потрапив у Вавилонію, Стародавній Рим, Стародавню Грецію. До початку XX століття зустрічався в Єгипті й Ефіопії. Як культовий інструмент зберігався в ритуалах ефіопської церкви.

## Сучасність
З 1992 року давньоєгипетську музику досліджував іспанський музикант Рафаель Перес Арройо. Перша частина книги з давньоєгипетської музики присвячена додинастичного періоду і Давнього царства, які загалом включають 30 текстів пісень.